# غاده السمان
غاده احمد السَّمان (۱۹۴۲) رمان‌نویس، شاعر و روزنامه‌نگار سوری است. در دمشق زاده شد. مدرک لیسانس زبان و ادبیات انگلیسی را از دانشگاه آن، سپس فوق لیسانس ادبیات انگلیسی را از دانشگاه آمریکایی بیروت، و دکترا را از دانشگاه قاهره گرفت. به عنوان روزنام‌نگار برای مجلات لبنانی «الاسبوع العربی» و «الحوادث» و سپس به عنوان گویندهٔ رادیو در کویت کار کرد. در بیروت اقامت گزید و در آنجا انتشاراتی تأسیس کرد. وی یکی از بنیان‌گذاران شعر نو در ادبیات عرب به‌شمار می‌رود.

## زندگی‌نامه
غاده السّمّان در ۱۹۴۲ در دمشق در یک خانوادهٔ برجستهٔ محافظه‌کار متولد شد. پدرش دکتر احمد السمان، رئیس دانشگاه سوریه و در یک دورهٔ زمانی وزیر آموزش و پرورش بود که خویشاوندی دوری با نزار قبانی شاعر معروف دارد.
غاده نخستین کارهایش را تحت نظارت پدر در سنین نوجوانی به چاپ رساند. وی شدیداً تحت حمایت و تأثیر پدرش بود؛ مخصوصاً که در کودکی مادرش را از دست داده بود. دکتر احمد السّمان که با مدرک دکترا در رشتهٔ اقتصاد سیاسی از دانشگاه سوربن فارغ‌التحصیل شده بود، همان‌قدر که به ادبیات عرب دلبستگی داشت با ادبیات غرب هم مأنوس بود و غاده هم تحت تأثیر همین دیدگاه، در آثارش به سبکی رسید که خاص خودش بود و ترکیبی از هر دوی این نگرش‌ها. به هر حال، مدتی نگذشت که با جامعهٔ سنتی و محافظه‌کار دمشق در تقابل قرار گرفت؛ جایی که سال‌های نخستین زندگی‌اش را در آن بالیده‌بود.
در ۱۹۶۹ با دکتر بشیر الداعوق ازدواج کرد؛ او صاحب انتشارات دارالطلیعه و استاد دانشگاه و مدیر سابق بانک است. آنها پسری دارند به نام حازم – که نام او را از یکی از شخصیت‌های کتاب شام غریبان برگرفت – که اینک در مقطع دکترا تحصیل می‌کند. ازدواج آن دو به مثابهٔ یک برخورد بود، یا چیزی که می‌توان آن را تلاقی برف و آتش نامید که از همان تفاوت شخصیت‌هایشان آغاز سرچشمه می‌گیرد؛ بشیر از نسل و خاندان الداعوق بود، خانواده‌ای اهل بیروت و کاملاً سنتی با گرایش‌های بعثی و خود بشیر نیز این مسئله را کتمان نمی‌کرد و بر همین شیوه بود تا در سال ۲۰۰۷ میلادی وفات پیدا کرد. اما غاده زنی تنها و آزاده بود؛ همان‌طور که خودش دائماً می‌گفت. اما ازدواج آنها دوام پیداکرد.

## تحصیل و آثار
غاده از دانشگاه سوریه با مدرک لیسانس در ادبیات انگلیسی فارغ‌التحصیل شد. سپس دورهٔ فوق لیسانس را در دانشگاه آمریکایی بیروت ادامه داد و دورهٔ دکترای ادبیات انگلیسی را در دانشگاه لندن طی کرد. مدتی در دانشگاه دمشق به عنوان استاد سخنران مشغول به کار بود. سپس کار روزنامه‌نگاری را برگزید که هنوز هم به آن ادامه می‌دهد و با مجلهٔ الحوادث به عنوان نویسندهٔ مشهور ستون «لحظات حریه» (لحظه‌های رهایی) همکاری مداوم دارد.
در ۱۹۶۲ نخستین مجموعه داستانش را با نام عیناک قدری (چشمانت سرنوشت من است) منتشر کرد که بازخورد بسیار خوبی داشت. با انتشار این اثر، او در جرگهٔ نویسندگان فمینیست همچون کولیت خوری و لیلی بعلبکی قرار گرفت، اما آثار منتشر شدهٔ بعدی‌اش، او را از محدودهٔ تنگ فمینیسم و رمان‌های عشقی خارج و به یک جامعهٔ بسیار وسیعتر از انسان‌دوستی مسائل ظریف بشری واردکرد.
در ۱۹۶۵ دومین مجموعه‌اش لا بحر فی بیروت (هیچ دریایی در بیروت نیست) را منتشر کرد که در آن اثرات تجربه‌های نو و تازه‌اش کاملاً مشهود است.
پس از این دوره او به عنوان خبرنگار به سراسر اروپا و اکثر پایتخت‌های اروپایی سفر کرد. این سفرها باعث کشف سرچشمه‌های ادبی جهان و کشف جهان ادبی خودش شد. مجموعهٔ لیل‌الغرباء (شام غریبان) را در ۱۹۶۶ منتشر کرد که بازتابندهٔ تجربیات او از این کشفیات نو و بلوغ حرفه‌ای اوست. منتقدان ادبی بزرگی نظیر محمود أمین العالم به تعریف و تمجید از این اثر پرداختند.
شکست جنگ شش روزه ژوئن ۱۹۶۷ تأثیر تکان‌دهنده‌ای بر او گذاشت؛ همان‌طور که بسیاری از هم‌نسلان او را تحت‌تأثیر قرار داد. این تأثیر در مقالهٔ مشهورش أحمل عاری إلی لندن (شرمساری‌ام را به لندن می‌برم) بسیار مشهود است. او از معدود کسانی بود که با آگاهی از اثر رخوت‌آور اصطلاح عقب‌نشینی بر ملل عربی، از به کار بردن آن خودداری می‌کرد. بعد از آن، تا شش سال هیچ کتابی منتشر نکرد، اما در طی این سال‌ها، مقالاتش به حقیقت اجتماع نزدیکتر شد و او را معروف و محبوب کرد که همین مقاله‌ها، بعدها الهام‌بخش او در تدوین آثارش‌شد.
در ۱۹۷۳ مجموعه داستان چهارمش را با نام رحیل المرافی القدیمه (کوچ بندرهای قدیمی) منتشر کرد که از نظر منتقدان یکی از مهم‌ترین آثار اوست. غاده در این مجموعه داستان کوتاه، با زبانی ادبی مسئلهٔ غامض روشنفکری عرب و تعارض بین افکار و اعمال را توصیف‌می‌کند.
وی اولین رمانش بیروت ۷۵ را در اواخر ۱۹۷۴ منتشر کرد. این رمان راجع به مشکلات پیچیدهٔ اجتماعی در بیروت است که با یک پیشگویی توسط یکی از شخصیت‌های داستان آغاز می‌شود؛ پیشگویی می‌گوید: «خون می‌بینم، خون بسیاری می‌بینم…» چند ماه بعد، جنگ داخلی لبنان آغاز شد.
غاده بعد از انتشار دو رمان دیگر به نام‌های کوابیس بیروت (کابوس‌های بیروت) در ۱۹۷۶ - که توصیفی است از بیروت جنگ‌زده در اواسط دههٔ هفتاد - و لیلـﺔالملیار (شب میلیاردی) در ۱۹۸۶، منتقدین از او به عنوان برجسته‌ترین نویسندهٔ مدرن عرب یاد کردند تا به جایی که بعضی از منتقدین وی را حتی از نجیب محفوظ هم مهم‌تر قلمدادکردند.
وی در ۱۹۷۷ انتشارات غاده السّمان را تأسیس کرد که تنها آثار خود را در آن چاپ می‌کند و جز این فعالیت تجاری دیگری ندارد. وی همچنین مقالاتش را در کتابی تحت عنوان الأعمال غیر الکامله (کارهای ناتمام) گردآوری کرده که تا کنون ۱۵ کتاب از این مجموعه منتشر شده که تعدادی از آنها مجموعه شعر است. وی برخی از آثار منتشر نشده‌اش را در بانک سوئیس ذخیره کرده و قول داده که به وقت مناسب آنها را منتشر خواهد کرد. برخی بر این باورند که نوشته‌های او اطلاعاتی راجع به نویسندگان و شاعران برجستهٔ فلسطینی دههٔ شصت میلادی آشکار می‌کند؛ کسانی مانند ناصرالدین نشاشیبی - روزنامه‌نگار - و کمال ناصر - شاعر معاصر - که نام او به نوعی با آنان گره خورده است.
در ۱۹۹۳ با انتشار مجموعه‌ای از نامه‌های عاشقانه که غسّان کنفانی در دههٔ شصت به او نوشته بود – البته در زمان انتشار دیگر رازی در میان نبود - در عرصهٔ ادب و سیاست جریاناتی به راه انداخت. غاده از طرف برخی که ادعا می‌کردند وی با انتشار آن نامه‌ها اعتبار یک شاعر معاصر را لکه‌دار کرده و تأثیری منفی بر قضیهٔ فلسطین گذاشته است محکوم‌شد.
او همچنین آثاری در زمینهٔ نقد دارد که برخی از آنها به چندین زبان ترجمه شده است؛ در کل آثار او تا کنون به هفده زبان زندهٔ دنیا ترجمه شده‌اند. نکتهٔ قابل توجه برای ایرانیان مطلبی است که او تحت عنوان نامهٔ عاشقانه به خوانندهٔ ایرانی نوشته است و دکتر عبدالحسین فرزاد در ابتدای ترجمه‌شان از مجموعه شعر زنی عاشق در میان دوات آن را آورده‌اند؛ غاده در این نامه خطاب به ایرانیان می‌گوید: «قصه‌ها و رمان‌هایم به سیزده زبان ترجمه شد، اما تنها در ایران راز پنهانم را کشف کردند و برای نخستین بار ایرانیان بودند که اشعارم را ترجمه کردند، زیرا که عاشقان، راز معشوقان را درمی‌یابند.»

### نمونه اثر
آنگاه که می‌میرم نامم را بر سنگ گورم ننویسید
اما داستان عشق مرا بنویسید و بنگارید:
اینجا آرامگاه زنی است
که به برگی عاشق بود!
و درون دواتی غرق شد و مرد…

## حضور جنسیت در آثار
با وجود اینکه در آثار غاده السّمان موضوع جنسیت از تم‌های اصلی است، اما این موضوع همواره در خدمت سبک و سیاق روایی داستان و بُعد دراماتیکی شخصیت‌ها قرار گرفته و هیچ‌گاه به دنبال ارائهٔ ادبیات جنسی به معنای خاص نیست و هرگز نباید او را در ردیف نویسندگانی قرار داد که از این رهگذر به شهرت رسیدند. به عنوان مثال، ناتوانی جنسی که قهرمان رمان «شب میلیاردی» گرفتار آن است، یک مسئلهٔ ذهنی و فکری است که همانا نماد و رمزی است از ناتوانی روشنفکران عرب به‌طور عام در مواجه با بحران سیستمی و فروپاشی رؤیای زیبای عرب.
غاده از اواسط دههٔ هشتاد میلادی به سبب جنگ‌ها و حوادث بیروت در پاریس زندگی می‌کند و به‌طور منظم در یک مجلهٔ عربی زبان که در لندن منتشر می‌شود مطلب می‌نویسد. وی از هر گونه مصاحبهٔ تلویزیونی سر باز می‌زند؛ به خاطر تجربهٔ بدی که در یک مصاحبهٔ تلویزیونی در قاهره داشت و در خلال مصاحبه متوجه شد که مصاحبه‌گر هیچ‌یک از آثار او را نخوانده است.
لازم است ذکر شود که باید فرق قائل شد میان غاده السمان و شاعر اهل سوریه با نام «غادا فؤاد السمان».

## آثار

### مجموعهٔ «آثار ناکامل
- بار دیگر عشق، ۱۹۷۸، دفعات تجدید چاپ ۵.
- بدن کیسه مسافرت، ۱۹۷۹، دفعات تجدید چاپ ۳.
- شنا کردن در دریاچه شیطان، ۱۹۷۹، دفعات تجدید چاپ ۵.
- مهر و موم حافظه با موم سرخ، ۱۹۷۹، دفعات تجدید چاپ ۴.
- در بند کردن لحظه گریزان، ۱۹۷۹، دفعات تجدید چاپ ۵.
- شهروند مطالعه پوش، ۱۹۷۹، دفعات تجدید چاپ ۳.
- قرص نان که مثل قلب می‌تپد، ۱۹۷۹، دفعات تجدید چاپ ۳.
- ع غ تتفرس، ۱۹۸۰، تجدید چاپ ۳.
- اعلام خطر در داخل سر من است، ۱۹۸۰، تجدید چاپ ۲.
- نوشته‌های نیمه‌متعهد، ۱۹۸۰، تجدید چاپ ۲.
- عشق از رگ به رگ، ۱۹۸۱، دفعات تجدید چاپ ۴.
- قبیله قربانی می‌خواهد، ۱۹۸۱، دفعات تجدید چاپ ۲.
- دریا ماهی را محاکمه می‌کند، ۱۹۸۶، دفعات تجدید چاپ ۱
- پیچ در داخل زخم، ۱۹۸۸، دفعات تجدید چاپ ۱.
- دادگاه عشق

### مجموعه داستان‌های کوتاه
- چشمانت سرنوشت من است، ۱۹۶۲، دفعات تجدید چاپ ۹.
- در بیروت دریایی نیست، ۱۹۶۳، دفعات تجدید چاپ ۸.
- شام غریبان، ۱۹۶۶، دفعات تجدید چاپ ۸.
- کوچ بندرهای قدیمی، ۱۹۷۳، دفعات تجدید چاپ ۶.
- زمان عشقی دیگر
- ماه چهارگوش

### رمان‌ها
- بیروت ۷۵، ۱۹۷۵، دفعات تجدید چاپ ۵.
- کابوس‌های بیروت، ۱۹۷۶، دفعات تجدید چاپ ۶.
- شب میلیاردی، ۱۹۸۶، دفعات تجدید چاپ ۲.
- روایت غیرممکن (موزاییک دمشقی)
- علاقه داشتن به عصر برای مرده (موزاییک جنون بیروت من)، ۲۰۰۳، دفعات تجدید چاپ ۲

### مجموعه اشعار
- عشق، ۱۹۷۳، دفعات تجدید چاپ ۹.
- به تو اعلان عشق می‌کنم، ۱۹۷۶، دفعات تجدید چاپ ۹.
- شهادت می‌دهم بر خلاف باد، ۱۹۸۷، دفعات تجدید چاپ ۱.
- زنی عاشق در میان دوات، ۱۹۹۵.
- غم‌نامه‌ای برای یاسمن‌ها، ۱۹۹۶
- ابدیت، لحظهٔ عشق، ۱۹۹۹
- رقص با جغد
- معشوق مجازی و هیچ چیزی همه چیز را نابود نمی‌کند!

### مجموعه ادبیات مهاجرت
- بدن کیسه سفر
- غربت زیر صفر
- هوس بال
- قلب ساده لوح تنها
- هیجان آزادی

### دیگر آثار
- سرزمین‌های عمیق، ۱۹۸۷، دفعات تجدید چاپ ۱.
- نامه‌های غسان کنفانی به غاده السمان، ۱۹۹۲.

### آثار چاپ شده در مورد زندگی غاده السمان
- غاده السمان بدون بال، دکتر غالی شکری، دارالطلایه ۱۹۷۷.
- غاده السمان عشق و جنگ، دکتر الهام غالی، دارالطلایه ۱۹۸۰.
- مسائل عربی مطرح در ادبیات غاده السمان، حنان عواد، دارالطلایه ۱۹۸۰.
- هنر رمان‌نویسی غاده السمان، عبد العزیز شبیل، دارالمعارف تونس، ۱۹۸۷.
- رهایی زنان در آثار غاده السمان و سیمون دوبوار، نجلاء الاختیار (به فرانسوی)، ترجمه شده توسط دارالطلایه ۱۹۹۰.
- تمرد و تعهد نزد غاده السمان (به ایتالیایی) باولادی کابوا، ترجمه دارالطلایه ۱۹۹۱.
- غاده السمان در آثار ناکامل، تحصیل، عبدالرحمن لطیف الأرناؤوط، دمشق ۱۹۹۳.

### آثار ترجمه‌شده به زبان فارسی
- در بند کردن رنگین‌کمان، عبدالحسین فرزاد، نقره، تهران، ۱۳۶۸
- غم‌نامه‌ای برای یاسمن‌ها، عبدالحسین فرزاد، چشمه، تهران، ۱۳۷۷
- زنی عاشق در میان دوات، عبدالحسین فرزاد، چشمه، تهران، ۱۳۸۰
- ابدیت، لحظهٔ عشق، عبدالحسین فرزاد، چشمه، تهران، ۱۳۸۳
- رقص با جغد، عبدالحسین فرزاد، چشمه، تهران، ۱۳۸۹
- عشق را به تو ابراز کردم، کاظم آل‌یاسین، مکاتیب، شاهین‌شهر، ۱۳۸۹
- معشوق مجازی، عبدالحسین فرزاد، چشمه، تهران، ۱۳۸۹
- رگ به رگ عشق، علی زمانی علویجه، گفتمان اندیشه معاصر، اصفهان، ۱۳۸۹
- در بند کردن لحظه گریزان، علی زمانی علویجه، ناشر مؤلف، اصفهان، ۱۳۹۷
- از رگ به رگ انتظار، ترجمه: کاوه خضری، گزیده شعر بانوان جهان عرب، نشر گلآذین، در دست انتشار. بخشی از کتاب به شعرهای غاده السمان اختصاص دارد.
- در بیروت دریایی نیست، سرمد اغوالی، نگاه، تهران، ۱۴۰۰
- رقصنده با بوف، ترجمه: حانیه صابری و میم پایمزد، سه سه‌تار، تهران، ۱۴۰۱
- زنی عاشق آزادگی، ترجمه علی زمانی علویجه، کتاباران، تهران، ۱۴۰۲
- عشق در دمشق، ترجمه دکتر یدالله گودرزی، نشر گویا ۱۴۰۳ تهران

## پی‌نوشت
1. ↑  یعقوب، امیل (۲۰۰۴). معجم الشعراء منذ بدء عصر النهضة (به عربی). ج. دوم (ویراست یکم). بیروت، لبنان: دار صادر. ص. ۸۷۸.
2. ↑  مقدمه دکتر عبدالحسین فرزاد (مترجم) از کتاب زنی عاشق در میان دوات-نشر چشمه-چ چهارم